# Gertrude la Vecchia di Braunschweig
Gertrude la Vecchia di Braunschweig (... – 21 luglio 1077) fondò la collegiata di San Biagio a Braunschweig insieme al marito Liudolfo di Frisia e diede inizio al cosiddetto tesoro dei Guelfi.

## Biografia
Il luogo e l'anno di nascita di Gertrude sono sconosciuti. Era figlia di Ugo IV di Nordgau e di Edvige di Dabo. Apparteneva alla stirpe degli Eticonidi ed era sorella di Bruno, poi papa con il nome di Leone IX. Era sposata con il brunonide Liudolfo di Braunschweig, conte di Derlingau e Gundigau, unico figlio di Bruno I di Braunschweig e di sua moglie Gisella di Svevia. Gertrude sopravvisse al marito per quasi 40 anni. Il matrimonio ha prodotto i figli Brun(o), Egberto I e Ida (Irmingart).
Gertrude era considerata istruita. Dopo il suo arrivo a Braunschweig, fece innanzitutto migliorare strutturalmente il castello di Dankwarderode. Nel 1030, insieme al marito, fece costruire la collegiata di San Biagio, predecessore del duomo di Braunschweig, edificata successivamente sotto Enrico il Leone a partire dal 1173. Il monastero era dedicato alla Vergine Maria, a Giovanni Battista e ai santi Pietro e Paolo. L'edificio è stato progettato come luogo di sepoltura dei Brunonidi.
Inoltre, Gertrude donò alcuni corredi d'altare, che come reliquie della successiva cattedrale, costituirono la base del tesoro dei Guelfi dei secoli successivi. Lo studioso De Winter nomina quattro pezzi che Gertrude probabilmente commissionò: due grandi croci (la cosiddetta "Croce di Gertrude" e la "Croce di Liudolfo", entrambe create poco dopo il 1038), un altare portatile (Tragaltar) e il reliquiario a forma di braccio di san Biagio. Solo il reliquiario a forma di braccio si trova ancora oggi all'Herzog Anton Ulrich-Museum, dove fu trasferito nel 1829. L'oggetto noto come "Gertrudistragaltar", invece, si trova al Cleveland Museum of Art negli Stati Uniti da quando è stato venduto nel 1930. Lì si trovano anche le due croci processionali.

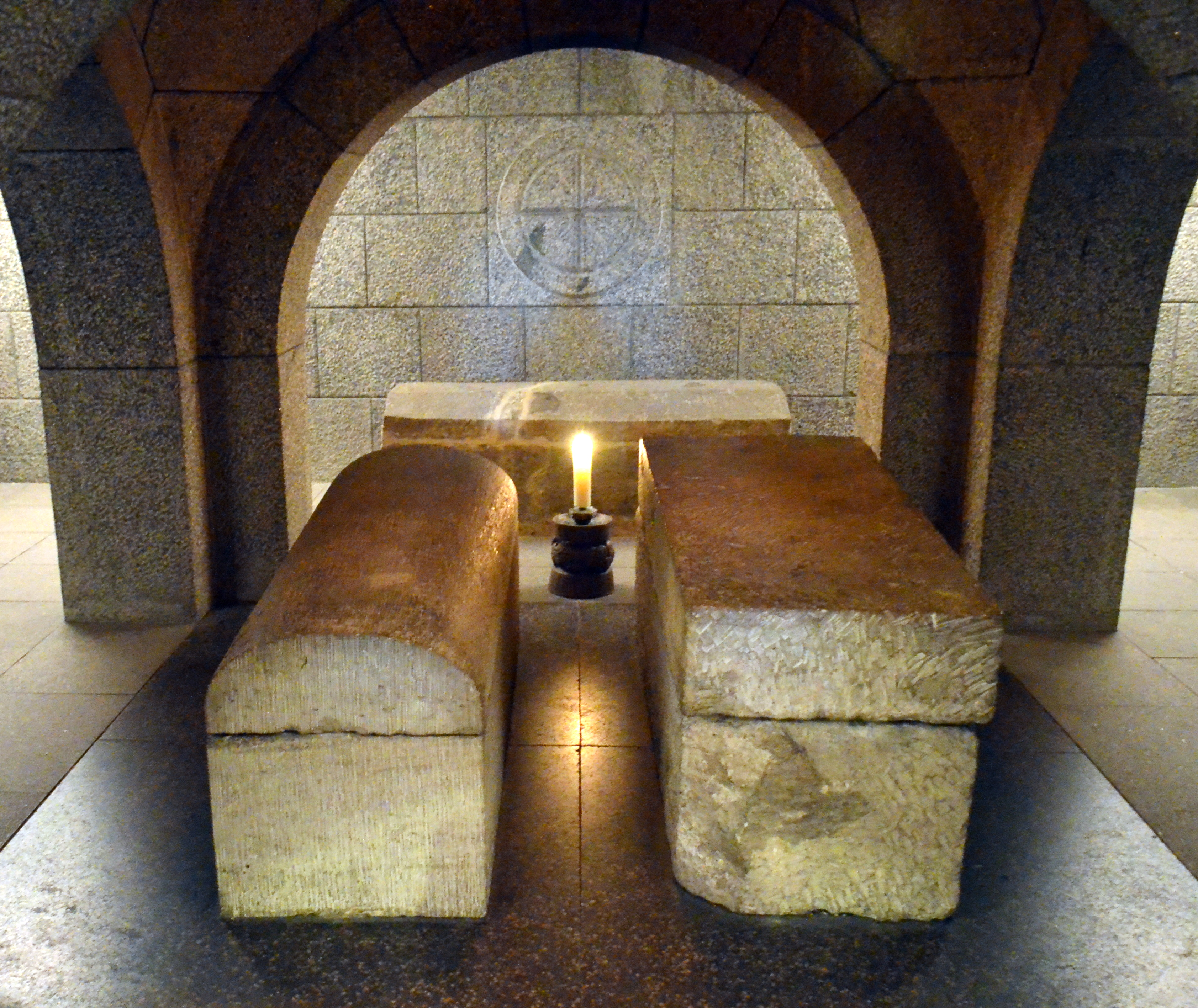
Cripta di Enrico il Leone. A sinistra: Il sarcofago di Enrico il Leone, quello della consorte Matilde sulla destra. Sullo sfondo, un sarcofago contenente le spoglie di Gertrude la Vecchia di Braunschweig, del margravio Egberto II di Meißen e di Gertrude la Giovane di Braunschweig, bisnonna di Enrico il Leone

Liudolfo morì nel 1038 e fu il primo ad essere sepolto nel nuovo luogo di sepoltura. Da quel momento in poi, Gertrude si occupò dell'educazione dei loro figli minorenni, cercando di mantenere e rafforzare le tradizioni familiari dei Brunonidi. Gertrude fu sepolta al fianco di suo marito 39 anni dopo. Quando la sua tomba fu aperta nel 1668, all'interno furono trovati frammenti di una piccola tavoletta di piombo (7,5×10,5 cm), probabilmente parte di un epitaffio, con l'iscrizione:
(Hermann Dürre: Geschichte der Stadt Braunschweig im Mittelalter. S. 51.)
La tavoletta è ora anche nell'Herzog Anton Ulrich-Museum.
Nel 1173, Enrico il Leone iniziò la costruzione di una nuova cattedrale, probabilmente nello stesso luogo in cui fino ad allora si trovava la collegiata e la tomba di Gertrude. Nel 1935, in epoca nazionalsocialista, furono riesumate le spoglie di Gertrude, Enrico il Leone e della sua seconda moglie Matilde. Gertrude fu quindi sepolta in una nuova cripta in una bara comune di pietra insieme alle spoglie del margravio Egberto II di Meißen e di sua nipote Gertrude la Giovane.
La "Gertrudenstraße" di Braunschweig prende il nome dalla nipote Gertrude la Giovane di Braunschweig, morta nel 1117.